# 대통퀴즈
대통퀴즈는 대한민국의 방송국 MBC의 라디오 채널 MBC 표준FM에서 방송하는 최양락의 재미있는 라디오의 한 코너이다.

## 개요
최양락과 배칠수가 YS, DH, MB의 성대모사로 옥신각신 실수를 연발하며 퀴즈를 푸는 형식으로 진행되는 코너이다.

## 같이 보기
- 최양락의 재미있는 라디오